# 铜铃山镇
铜铃山镇是中华人民共和国浙江省温州市文成县下辖的一个镇。
2015年12月25日，浙江省人民政府批复同意调整西坑畲族镇管辖范围，增设铜铃山镇，镇政府驻铜铃山镇沿溪路8号。

## 行政区划
铜铃山镇下辖以下村级行政区划单位：
上垟村、吴坳村、丰龙村、石门村、岗山村、上斜村、中垟村、三合村、苍降村、下庄村、岭垟村、富垟村、下垟村、都铺村、桂竹村和半坑村。